# Ивко, Максим Эдуардович
Максим Эдуардович Ивко (укр. Максим Едуардович Івко; род. 6 января 1995, Чернигов) — украинский биатлонист, участник Кубка IBU, призёр зимней Универсиады, призёр чемпионата Украины, призёр чемпионата Европы по биатлону среди юниоров, чемпион и призёр чемпионата мира по летнему биатлону среди юниоров. Мастер спорта Украины.

## Биография
Выступает за команду Вооружённых Сил Украины и город Чернигов. Тренеры — Александр Васильевич Ворчак, Светлана Леонидовна Ворчак, Роман Андреевич Прима.

### Юниорская карьера
На чемпионатах мира среди юниоров впервые принял участие в 2012 году в Контиолахти среди 19-летних спортсменов, был 25-м в индивидуальной гонке, 17-м в спринте, 11-м — в пасьюте и восьмым — в эстафете. На следующем чемпионате, в 2013 году в Обертиллиахе занял пятое место в спринте, 17-е — в гонке преследования, 34-е — в индивидуальной гонке и седьмое — в эстафете.
В 2013 году выиграл золотую медаль в эстафете на Европейском юношеском Олимпийском фестивале в Брашове.
В 2014 году принял участие в юниорском чемпионате Европы в Нове-Место, занял 15-е место в индивидуальной гонке, 35-е — в спринте и 24-е — в гонке преследования. На следующем чемпионате Европы среди юниоров, в 2015 году в Отепя, завоевал две бронзовые медали — в индивидуальной гонке и в эстафете, а также был десятым в спринте и пятым в гонке преследования. На юниорском чемпионате мира 2015 года в Минске выступил не так удачно, заняв 31-е место в индивидуальной гонке, 25-е — в спринте и восьмое — в эстафете.
В 2016 году участвовал в чемпионате мира среди юниоров в Кеиле-Грэдиштей и юниорском чемпионате Европы в Поклюке, но выступал не слишком удачно, не поднявшись выше 15-го места в личных видах.
В летнем биатлоне занял 10-е место в спринте на юниорском чемпионате мира 2012 года в Уфе, а в гонке преследования отстал на круг. На чемпионате мира среди юниоров 2014 года в Тюмени стартовал только в эстафете в составе сборной Украины вместе с Анастасией Меркушиной, Юлией Журавок и Артёмом Тищенко и завоевал бронзовую медаль. В 2015 году на юниорском чемпионате в Кеиле-Грэдиштей стал чемпионом в эстафете вместе с Юлией Журавок, Анастасией Меркушиной и Александром Морьевым, также был восьмым в спринте и 15-м — в пасьюте. В 2016 году на чемпионате мира в Отепя стал пятым в спринте и бронзовым призёром в гонке преследования.
В сезоне 2015/16 принимал участие в гонках юниорского кубка IBU, становился бронзовым призёром этапа в Обертиллиахе.

#### Статистика выступлений на чемпионатах мира среди юниоров
| Год  | Место Проведения         | Инд | Спр | Пр  | Эст |
| 2012 | Контиолахти, Финляндия   | 25  | 17  | 11  | 8   |
| 2013 | Обертиллиах, Австрия     | 34  | 5   | 17  | 7   |
| 2015 | Минск, Белоруссия        | 31  | 25  | DNS | 8   |
| 2016 | Кеиле-Грэдиштей, Румыния | 24  | 24  | 15  | 5   |

#### Статистика выступлений на чемпионатах Европы среди юниоров
| Год  | Место Проведения            | Инд | Спр | Пр  | СЭ |
| 2014 | Нове-Место-на-Мораве, Чехия | 15  | 35  | 24  | —  |
| 2015 | Отепя, Эстония              | 3   | 10  | 5   | 3  |
| 2016 | Поклюка, Словения           | 21  | 16  | DNF | —  |

### Взрослая карьера
В сезоне 2013/14 стал бронзовым призёром чемпионата Украины в эстафете. В сезоне 2014/15 на чемпионате страны проводились две спринтерские гонки, в обеих Ивко завоевал бронзу.
На Кубке IBU дебютировал в сезоне 2013/14 в спринте на этапе в Обертиллиахе, заняв 46-е место. Лучший результат (по состоянию на февраль 2017) — 21-е место в спринте на этапе в Душники-Здруй в сезоне 2014/15.
На зимней Универсиаде 2017 года в Алма-Ате стал бронзовым призёром в смешанной эстафете в составе украинской команды вместе с Надеждой Белкиной, Яной Бондарь и Артёмом Тищенко, а также был 19-м в индивидуальной гонке, 14-м — в спринте и 11-м — в гонке преследования.

## Личная жизнь
Учится в Черниговском национальном педагогическом университете имени Т. Г. Шевченко